# ミクロクテノポマ・アンソルギー
ミクロクテノポマ・アンソルギー（Microctenopoma ansorgii) は、キノボリウオ科ミクロクテノポマ属に分類される魚類の一種。ornate ctenopoma、orange ctenopoma、ornate climbing perch、pretty ctenopoma、rainbow ctenopomaとも呼ばれる。

## 記載
探検家のウィリアム・ジョン・アンソルジーらによってコンゴ民主共和国で捕獲された個体をタイプとして、1912年にジョージ・アルバート・ブーレンジャーによって記載された。

## 分布と生態
コンゴ盆地のチロアンゴ川流域などに分布する。流れの緩やかな小川に生息する。ミミズ、水生昆虫、その他の無脊椎動物を捕食する。水面に泡の巣を作って産卵する。

## 形態
普段の体色はオレンジがかった銀色である。オスは縄張り意識が強く、近くに同種のオスがいると威嚇する。体色は濃いオレンジになり、体とヒレに黒い横縞が現れ、頭は黒いヒョウ柄になる。体色の変化と同時に後頭部から尻びれにかけて高くヒレを立てる。体長は最大でも8 cm程度の小型種で、背鰭は16 - 19棘と6 - 8軟条から、臀鰭は10 - 12棘と7 - 10軟条から成る。尾柄は非常に短く、尾鰭は丸い。

## 人との関わり
観賞魚として人気だが、臆病な性格であるため他の魚が居なくなってから餌を食べる。日本では飼育下繁殖例が少なく、雌の輸入量も少ない。